# Paraliparis tangaroa
Paraliparis tangaroa is een straalvinnige vissensoort uit de familie van de slakdolven (Liparidae). De wetenschappelijke naam van de soort is voor het eerst geldig gepubliceerd in 2012 door Stein.